# Markus Karstieß

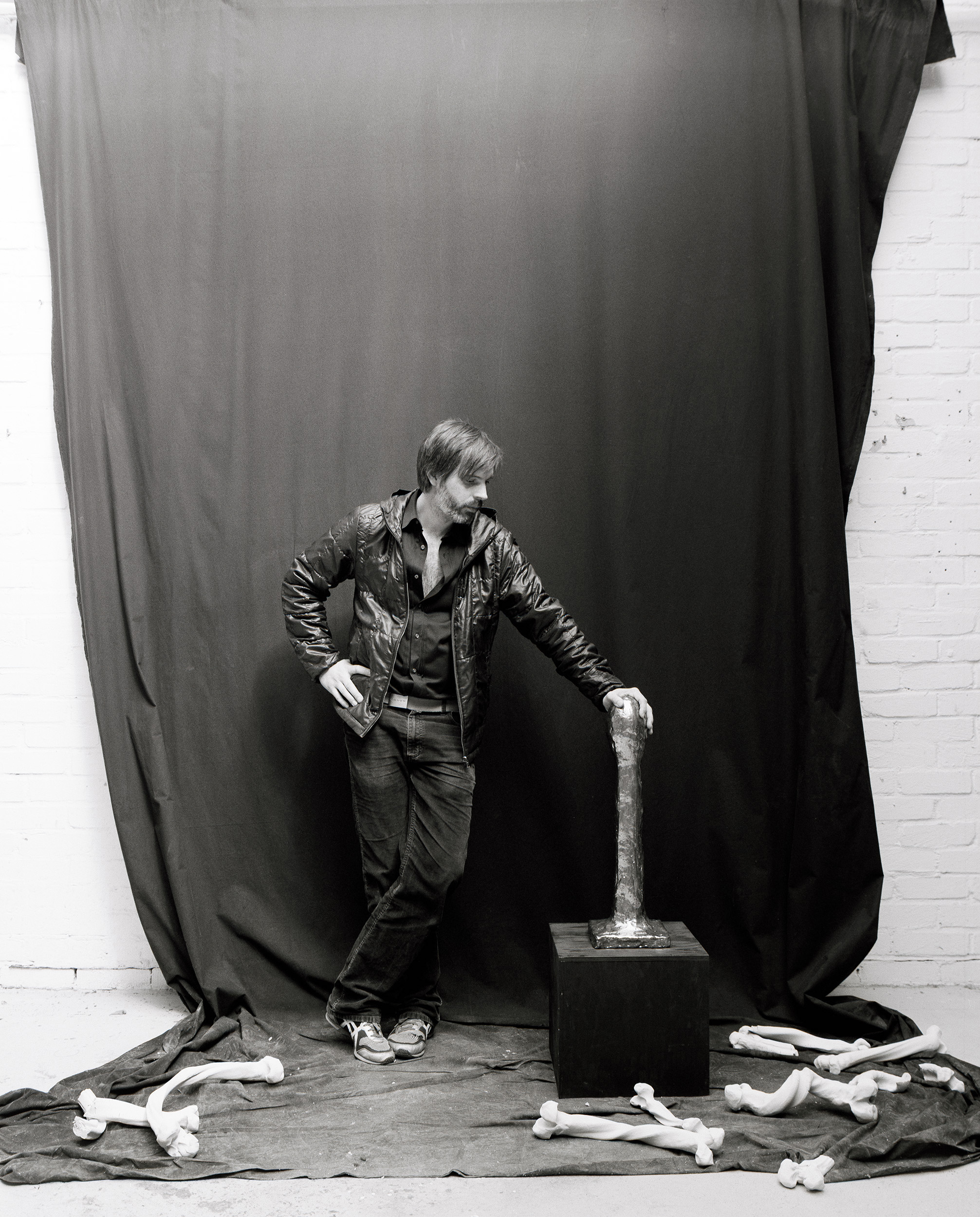
Markus Karstieß porträtiert von Oliver Mark, Düsseldorf 2011

Markus Karstieß (* 1971 in Haan) ist ein deutscher Bildhauer und Hochschullehrer.

## Leben
Karstieß studierte von 1992 bis 1998 an der Kunstakademie Düsseldorf in der Klasse von Jannis Kounellis, welche er als Meisterschüler und mit einem Akademiebrief verließ. In den Jahren von 2008 bis 2012 hatte er die künstlerische Leitung des Kunstvereins Schwerte zusammen mit Christian Freudenberger inne. Im Laufe seiner künstlerischen Karriere erhielt Karstieß zahlreiche Stipendien, stellte sowohl national als auch international aus. Er hatte Ausstellungen unter anderen im Museum Morsbroich, in der Kunstsammlung NRW, im Kunstmuseum Solingen, im Skulpturenmuseum Glaskasten, in der Whitechapel Art Gallery und im Princessehof. Nach mehreren Gastprofessuren unterrichtet er seit 2017 als Professor für „Freie Kunst Keramik“ am Institut für Künstlerische Keramik und Glas der Hochschule Koblenz.
Markus Karstieß lebt in Düsseldorf.

## Werk

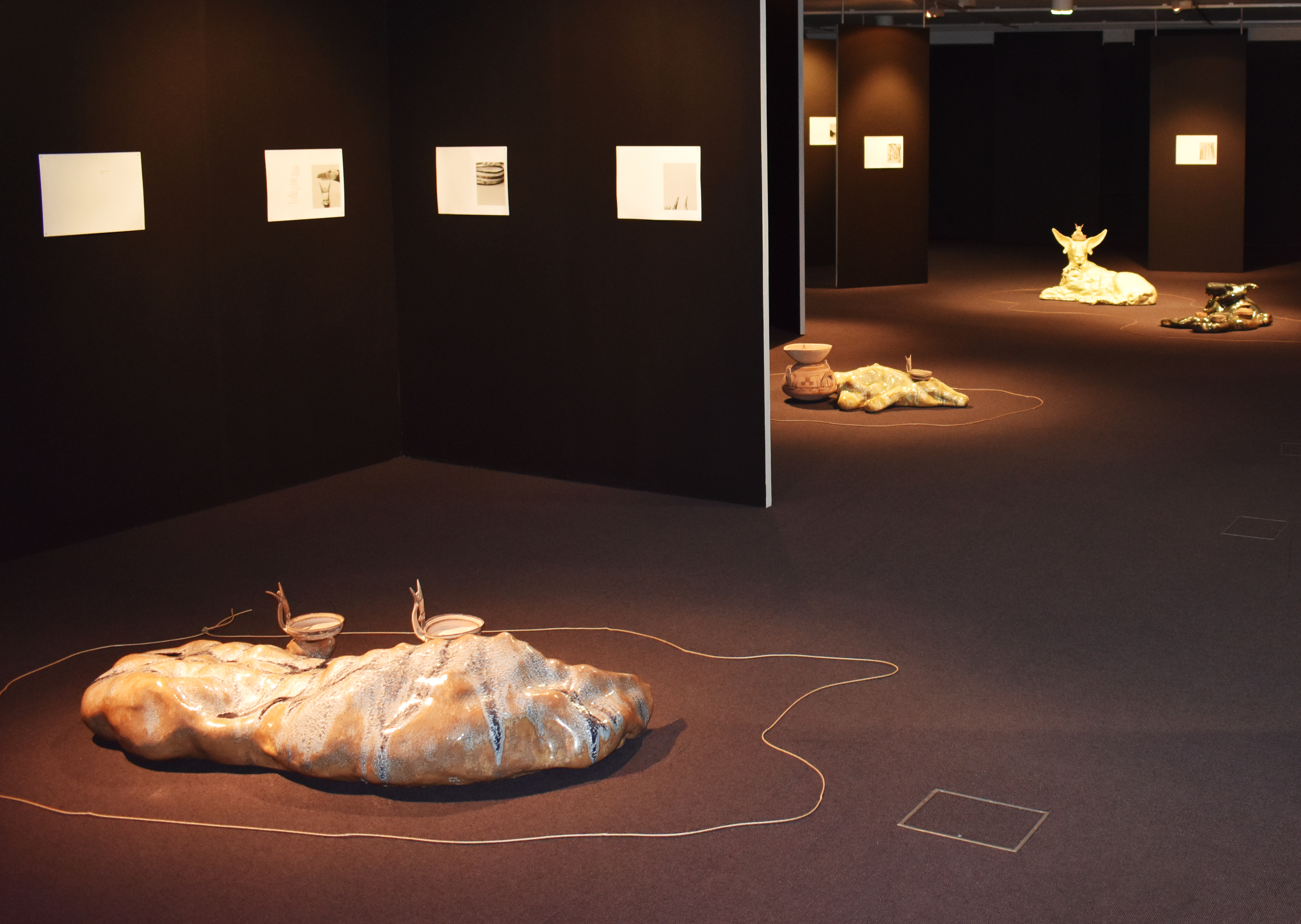
Skulpturen von Markus Karstieß im Hetjens-Museum 2017

Karstieß arbeitet mit keramischen Materialien und nutzt für das Brennen seiner Objekte verschiedene Techniken wie z. B. die japanische Raku-Technik oder alte arabische Lüstertechniken. Häufiger Bestandteil seines Schaffensprozesses ist das Zerlegen und das erneute Zusammensetzen der Einzelteile zu einem neuen Ganzen. Sein inhaltliches Œuvre erstreckt sich über die Werkreihe Fetisch, die verstärkte Kritik erfahren hat, über seine Spiegel bis hin zu großen Rauminstallationen wie die Arbeit Kammer.
Im Jahr 2016 kooperierte er mit dem Düsseldorfer Künstler Christian Jendreiko im Werk Soft Revolution. In einer Ankündigung des Dortmunder Kunstvereins heißt es:

„Wie von einem anderen Planeten erscheinen die Klänge in der Performance Soft Revolution […] Die Tensegrity-Strukturen von Richard Buckminster Fuller und Kenneth Snelson verwendend, haben die beiden Künstler ein Saiteninstrument konzipiert, das drei Kräftefelder in Interaktion treten lässt: Den Menschen, das Artefakt und das Spiel mit den natürlichen Kräften von Zug/Gegenzug.“

## Stipendien
- 2002 Else-Heiliger-Fonds, Berlin
- 2014 Casa Baldi, Deutsche Akademie Rom Villa Massimo[4]
- 2014 Artist in Residence, Beyond Entropy, Sardinia
- 2021 Forschungsstipendium der Holt/Smithson Foundation (New York) zusammen mit Eva Schmidt zum Thema „Robert Smithson im Ruhrgebiet, 1968/1969“[5]